# ألبرت ويلان
ألبرت ويلان (بالإنجليزية: Albert Whelan)‏ هو موسيقي أسترالي، ولد في 5 مايو 1875، وتوفي في 19 فبراير 1961.

## وصلات خارجية
- ألبرت ويلان على موقع IMDb (الإنجليزية)
- ألبرت ويلان على موقع ميوزك برينز (الإنجليزية)
- ألبرت ويلان على موقع ديسكوغز (الإنجليزية)
- ألبرت ويلان على موقع قاعدة بيانات الفيلم (الإنجليزية)